# Diego Rodríguez Valdez y de la Banda
Diego Rodríguez Valdez y de la Banda (Corona de España, ca. 1550 - Santa Fe, 20 de diciembre de 1600) fue gobernador del Río de la Plata y del Paraguay entre 1599 y 1600.

## Biografía
Muerto en Santa Fe el 20 de diciembre de 1600, el pueblo volvió a elegir a Hernandarias como gobernador, aunque provisoriamente lo sucedió su lugarteniente Francés de Beaumont y Navarra.